# I-179 (tàu ngầm Nhật)
I-179 (nguyên là tàu ngầm số 157, rồi I-79 cho đến ngày 1 tháng 11, 1941) là một tàu ngầm tuần dương  Lớp Kaidai thuộc phân lớp Kaidai VII, nhập biên chế cùng Hải quân Đế quốc Nhật Bản vào giữa năm 1943. Nó bị đắm trong biển nội địa Seto do tai nạn trong khi đang chạy thử máy vào tháng 7, 1943, chỉ một tháng sau khi hoàn tất. Xác tàu đắm của I-179 được trục vớt và tháo dỡ vào năm 1957.

## Thiết kế và chế tạo

### Thiết kế
Phân lớp tàu ngầm Kaidai VII là phiên bản tàu ngầm tấn công tầm trung được phát triển dựa trên phân lớp Kaidai VI. Chúng có trọng lượng choán nước 1.862 tấn (1.833 tấn Anh) khi nổi và 2.648 tấn (2.606 tấn Anh) khi lặn, lườn tàu có chiều dài 105,5 m (346 ft 2 in), mạn tàu rộng 8,25 m (27 ft 1 in) và mớn nước sâu 4,6 m (15 ft 1 in). Con tàu có thể lặn sâu 80 m (262 ft) và có một thủy thủ đoàn đầy đủ bao gồm 86 sĩ quan và thủy thủ.
Chiếc tàu ngầm trang bị hai động cơ diesel Kampon Mk.1A Model 8 hai thì công suất 4.000 mã lực phanh (2.983 kW), mỗi chiếc vận hành một trục chân vịt. Khi lặn, mỗi trục được vận hành bởi một động cơ điện 900 mã lực (671 kW).Con tàu có thể đạt tốc độ tối đa 23 hải lý trên giờ (43 km/h; 26 mph) khi nổi và 8 hải lý trên giờ (15 km/h; 9,2 mph) khi lặn. Khi Kaidai VII di chuyển trên mặt nước nó đạt tầm xa hoạt động 8.000 hải lý (15.000 km; 9.200 mi) ở tốc độ 16 hải lý trên giờ (30 km/h; 18 mph), và có thể lặn xa 50 nmi (93 km; 58 mi) ở tốc độ 5 hải lý trên giờ (9,3 km/h; 5,8 mph).
Lớp Kaidai VII có sáu ống phóng ngư lôi 53,3 cm (21,0 in), tất cả đều được bố trí trước mũi, và mang tổng cộng 12 ngư lôi. Vũ khi trên boong tàu thoạt tiên dự định bao gồm hai khẩu pháo phòng không 25 mm (1,0 in) Kiểu 96 nòng đôi, nhưng sau đó một hải pháo 12 cm (4,7 in) chống hạm thay chỗ cho một khẩu đội 25mm.

### Chế tạo
Được đặt hàng trong khuôn khổ Chương trình Vũ trang Hải quân Bổ sung thứ tư năm 1939, nhưng nó chỉ được đặt lườn như Tàu ngầm số 157 tại xưởng tàu của hãng Kawasaki Dockyard Co. ở Kobe vào ngày 21 tháng 8, 1941. Nó được đổi tên thành I-179 vào ngày 1 tháng 11, 1941 trước khi được hạ thủy vào ngày 16 tháng 7, 1942, và nhập biên chế cùng Hải quân Đế quốc Nhật Bản vào ngày 18 tháng 6, 1943.

## Lịch sử hoạt động
Đang khi chạy thử máy trong biển nội địa Seto vào ngày 14 tháng 7, 1943, I-179 mắc tai nạn và đắm với tổn thất nhân mạng toàn bộ 85 sĩ quan và thủy thủ trên tàu. Xác tàu đắm của nó được khám phá bốn ngày sau đó ở độ sâu 81 mét (265 ft), tại tọa độ 32°29′B 131°54′T / 32,483°B 131,9°T, với nhiều cửa nắp và van thùng dằn phía mũi được mở. Tên nó được cho rút khỏi danh sách đăng bạ hải quân vào ngày 15 tháng 4, 1944. Xác tàu đắm được trục vớt từ tháng 4,  1956 đến tháng 3,  1957, rồi tháo dỡ tại Kure.